# بيلي دنلوب (لاعب كرة قدم)
بيلي دنلوب (بالإنجليزية: Billy Dunlop)‏ (14 يوليو 1871 في المملكة المتحدة - 28 نوفمبر 1941 في المملكة المتحدة) هو لاعب كرة قدم بريطاني (وحمل سابقاً جنسية المملكة المتحدة لبريطانيا العظمى وأيرلندا) في مركز الظهير. شارك مع منتخب اسكتلندا لكرة القدم. أما مع النوادي، فقد لعب مع نادي كيلمارنوك ونادي ليفربول وAbercorn F.C. ‏.